# Teutoniella plaumanni
Espèce
Teutoniella plaumanni est une espèce d'araignées aranéomorphes de la famille des Anapidae.

## Distribution
Cette espèce est endémique de Santa Catarina au Brésil,.

## Description
Le mâle holotype mesure 1,12 mm et la femelle paratype 1,46 mm.

## Étymologie
Cette espèce est nommée en l'honneur de Fritz Plaumann.

## Publication originale
- Brignoli, 1981 : New or interesting Anapidae (Arachnida, Araneae). Revue suisse de Zoologie, vol. 88, p. 109-134 (texte intégral).